# 松村武雄
松村 武雄（まつむら たけお、1883年（明治16年）8月23日 - 1969年（昭和44年）9月25日）は、日本の神話学者。

## 経歴
1883年、熊本県生まれ。旧制熊本中学校、旧制第五高等学校を経て、東京帝国大学文科大学英文科に進学。英文科在学中から神話研究を志し、卒業論文も神話をテーマに選んだ。1910年、大学を卒業し、大学院へ進学。
1919年、東京帝国大学文学部の講師となり、ギリシア神話の講義を担当した。1921年、学位論文『古代希臘の文化に現れたる神々の宗教的葛藤の研究』を提出して、文学博士の学位を取得。
1921年からは旧制浦和高等学校に英語教授として勤務。同年、國學院大學に招かれて神話学を講義。1922年より在外研究員としてヨーロッパ各国に留学し、神話研究にあたった。
戦後も著作を発表し続けたが、1950年代末より病床に伏し10年間ほど著述活動ができなかった。

## 受賞
- 1947年：『神話学原論』に対し、恩賜賞。
- 1958年：朝日賞を受賞。『日本神話の研究』に対して。

## 著作
著書
- 『欧洲の伝説』金尾文淵堂 1914
- 『印度文学講話』阿蘭陀書房 1915
- 『世界の風俗』科外教育叢書刊行会 1916
- 『童話及び児童の研究』培風館 1922
- 『童謡及童話の研究』大阪毎日新聞社 1923）
- 『異端者の対話』二松堂書店 1923）
- 『児童教育と児童文芸』培風館 1923）
- 『支那神話伝説集』近代社[6] 1927
- 『日本童話集』世界童話大系刊行会 1928
- 『神話学論考』同文館 1929
- 『童話教育新論』培風館 1929
- 『世界神話伝説集』アルス 1929
- 『民俗学論考』大岡山書店 1930
- 『朗かな斜視』明星書院 1931
- 『北欧神話と伝説』趣味の教育普及会 1933[7]
- 『ドイツ神話と伝説』（1933年、昭和8年、趣味の教育普及会）[8]
- 『フィンランド・セルヴィア神話と伝説』趣味の教育普及会 1933[9]
- 『民族性と神話』培風館 1934
- 『神代の物語』建設社 1934
- 『神話伝説の支那』サイレン社 1936
- 『神話伝説支那五千年』天松堂 1938[10]
- 『インド・ペルシヤ神話と伝説』馬場吉信と共編、大洋社出版部 1939[11]
- 『神話学原論』培風館 1940-1941
- 『国史と神話』東洋図書 1940
- 『古代希臘に於ける宗教葛藤』培風館 1942
- 『疎鐘』培風館 1943
- 『宗教及び神話と環境』（培風館 1944
- 『日本神話の実相』培風館 1947
- 『神話と歴史』東海書房 1947
- 『希臘の宗教』弘文堂書房 1948
- 『言語と民俗』東海書房 1948
- 『儀礼及び神話の研究』培風館 1948
- 『神話学者の手記』培風館 1949
- 『世界の神話伝説』筑摩書房 1951
- 『希臘神話の新検討』培風館 1953

- 『日本神話の研究』(全4巻) 培風館 1955-1958
  - 再版 1983年
- 復刻刊行：シリーズ〈神話学名著選集〉ゆまに書房　2003－2005

全26冊の内11冊。
『神話学論考』『民族性と神話』『宗教及び神話と環境1』『宗教及び神話と環境2』『神話学原論‐上』『神話学原論‐下』『古代希臘に於ける宗教的葛藤1』『古代希臘に於ける宗教的葛藤2』『儀礼及び神話の研究』『神話学者の手記』『希臘神話の新検討』

## 関連書籍
- 大林太良「松村神話学の展開：ことにその日本神話研究について」『文学』39: 1366-1376頁、1971年。
- 『日本お伽集　神話・伝説・童話』ワイド版・平凡社東洋文庫 全2巻、2007年。オンデマンド出版

森林太郎・鈴木三重吉・馬淵冷佑と共同編集した児童文学集。